# Vanzijlija
Vanzijlija (lat. Vanzijlia), rod sukulentnih grmova iz porodice čupavica. Po nekima, taj rod je monotipski s vrstom V. annulata, sukulent iz južnoafričkih provincija Western Cape i North Cape. Po drugim izvorima u njega su uključene još dvije vrste.

## Vrste
1. Vanzijlia angustipetala (L. Bolus) N.E. Br. sinonim za Vanzijlia annulata
2. Vanzijlia annulata (A. Berger) L. Bolus
3. Vanzijlia rostella L. Bolus sinonim od Cephalophyllum rostellum